# Giovanni Battista Audiffredi
Giovanni Battista Audiffredi, al secolo Giulio Cesare Audiffredi (Saorgio, 2 febbraio 1714 – Roma, 4 luglio 1794), è stato un domenicano, bibliotecario, bibliofilo, numismatico, naturalista e astronomo italiano.

## Biografia
Appartenente a una famiglia nobile nizzarda, nel 1730 entrò nell'ordine domenicano, nel convento adiacente alla chiesa di Santa Caterina a Formiello in Napoli, assumendo il nome di Giovanni Battista. Mostrò grande attitudine allo studio delle discipline sacre, delle lingue classiche (latino, greco ed ebraico) e delle scienze naturali e fisiche. Passò all'Università di Bologna e insegnò in vari conventi domenicani della "Provincia Lombarda".

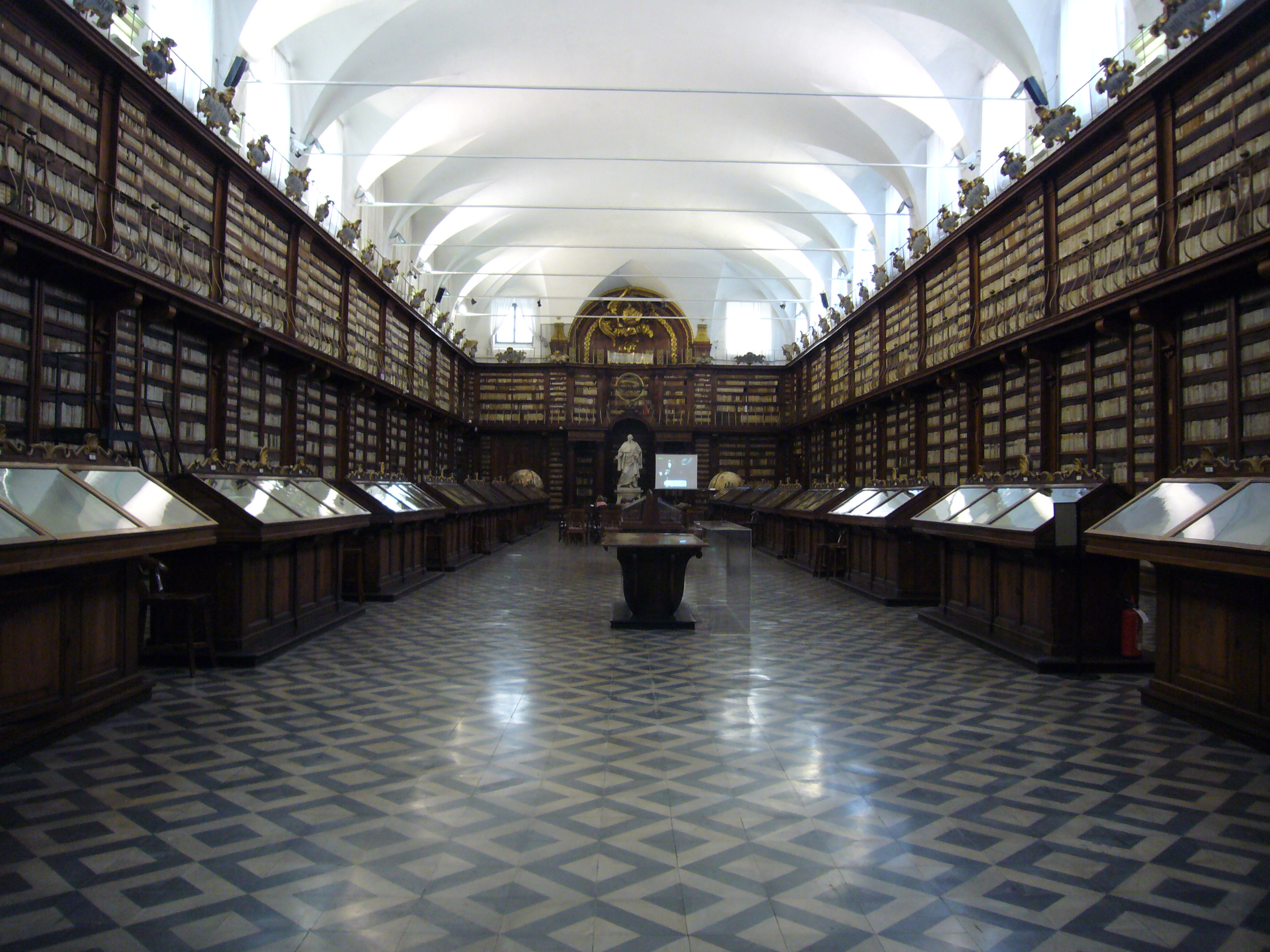
Biblioteca Casanatense

Divenuto maestro di teologia nel 1749, venne chiamato come secondo bibliotecario alla Biblioteca Casanatense, risiedendo nel convento adiacente alla basilica di Santa Maria sopra Minerva. Nel 1759 fu nominato prefetto della Casanatense, e rimase in questa carica fino al termine della vita. Sotto la sua guida la Casanatense divenne una delle più importanti e imponenti biblioteche pubbliche d'Europa, arricchendosi fra l'altro di numerose opere a stampa, manoscritti, incunaboli, stampe ed incisioni. 
La straordinaria cultura di Audiffredi, testimoniata dal giudizio del Visconti, gli permise di approntare cataloghi con importanti notizie aggiuntive sugli autori, le condizioni della pubblicazione delle singole opere e dell'opus complessivo dei singoli autori. In particolare:
- Bibliothecae Casanatensis Catalogus librorum typis impressorum: è il catalogo alfabetico ragionato di tutti i libri stampati della biblioteca Casanatense. L'opera, anonima, si fermò al quarto volume per la morte dell'autore. Il quinto volume, postumo, comprende voci di Audiffredi fino al lemma «Leodegarius»[4]. Audiffredi è giudicato il creatore della catalogazione scientifica[5].
- Specimen historico-criticum editionum italicarum :  catalogo alfabetico delle edizioni pubblicate nel XV secolo in ventisei luoghi d'Italia; l'opera si arresta alla lettera G per la morte dell'autore.
- Catalogo delle stampe e delle incisioni raccolte dalla Casanatense sotto la guida dell'Audiffredi
- Catalogo dei reperti di storia naturale acquistati per il museo dalla Casanatense (incompiuto)
- Catalogo delle medaglie appartenenti al museo della Biblioteca Casanatense (manoscritto); descrizione di una moneta d'oro di Gneo Domizio Enobarbo acquistata da lui stesso[1].

Audiffredi si interessò anche di astronomia e di scienze naturali. Fondò un gabinetto astronomico in una loggia del convento dei Domenicani adiacente alla basilica di Santa Maria sopra Minerva, e ideò una specola astronomica nel palazzo Caetani in via delle Botteghe Oscure (1778); pubblicò numerosi lavori di astronomica tratti dalle sue osservazioni. Come naturalista, fece alcune ricognizioni mineralogiche nelle cave di allume di rocca sui Monti della Tolfa.

## Scritti

### Biblioteconomia
- (LA) Bibliothecae Casanatensis Catalogus librorum typis impressorum, Romae, excudebant Joachim, & Joannes Josephus Salvioni fratres, typographi pontificii vaticani in Archilyceo Romano, 1761-1797. URL consultato il 21 dicembre 2020. Ospitato su Biblioteca digitale italiana : Cataloghi digitalizzati.
- Giovanni Battista Audiffredi, Catalogus historico-criticus Romanarum editionum saeculi 15. in quo praeter editiones a Maettario, Orlandio, ac P. Laerio relatas et hic plerumque plenius uberiusque descriptas plurimae aliae quae eosdem effugerunt, recensentur ac describuntur: non paucae contra ab eodem P.L. aliisve memoratae exploduntur: varia item ad historiam typographicam et bibliographicam pertinentia nunc primum petractantur, Romae, ex typographio Paleariniano, 1783. Ospitato su Google libri.
- Specimen historico-criticum editionum italicarum saeculi XV in quo praeter editiones ab Orlandio, Mettario, Denisio, Laerio, et a nonnullis bibliographis recentioribus hactenus relatas plurimas aliae recensentur, Authore R.P.M. fr. Jo. Bapt. Audiffredi, accedunt indices 4. locupletissimi, Romae : In Typographio Paleariniano : Mariani de Romanis aere, 1794 (Google books)

### Astronomia
- Mercurius in sole visus observatio habita, Romae : in aedibus PP. S. Mariae super Minervan die VI Maii MDCCLIII [Romae 1753]
- Phoenomena caelestia observata Romae, Romae, 1754
- Otia astronomica, Romae, 1755
- Novissimus Mercurii transitus sub sole observatus Romae, Romae, 1756
- Transitus Veneris ante solem observati Romae apud pp. S. Mariae super Minervam die VI Iunii 1761. Expositio historico-astronomica. Accedit: Descriptio aurei nummi Cnaei Domitii Ahenobarbi, Romae, 1762 (Passaggio di Venere avanti al sole osservato in Roma nel Convento della Minerva il giorno 6 di giugno 1761, Romae, 1762)
- Dadeii Ruffi (nome anagrammatico), Investigatio parallaxis solaris ex selectis alíquot observationibus transitus Veneris ante solom, qui accidit die VI Iunii 1761, Romae, 1765
- De solis parallaxi ad V. Cl. Grandjean de Fouchy Commentarius, Romae, 1766
- Dimostrazione della teoria della Cometa dell'anno 1769, annunziata nel "Diario Ordinario di Roma", Roma 1770
- «Tre articoli concernenti la Meridiana e la Specola del Signor Duca di Sermoneta, ideata ed eseguita dal P. Audiffredi». In : Antologia Romana, Roma, luglio 1778, n. I, pp. 1–3; n. II, pp. 9–12;n. III, p. 17-21